# Wawrzyniec Feldt
Wawrzyniec Feldt, też Laurentius Feldt (ur. 26 lipca 1796 we wsi Dąbcze k. Rydzyny, zm. 1882 w Bad Kösen) – filozof, matematyk, astronom, lektor języka polskiego na Uniwersytecie Wrocławskim oraz w Liceum Hosianum w Braniewie.

## Życiorys

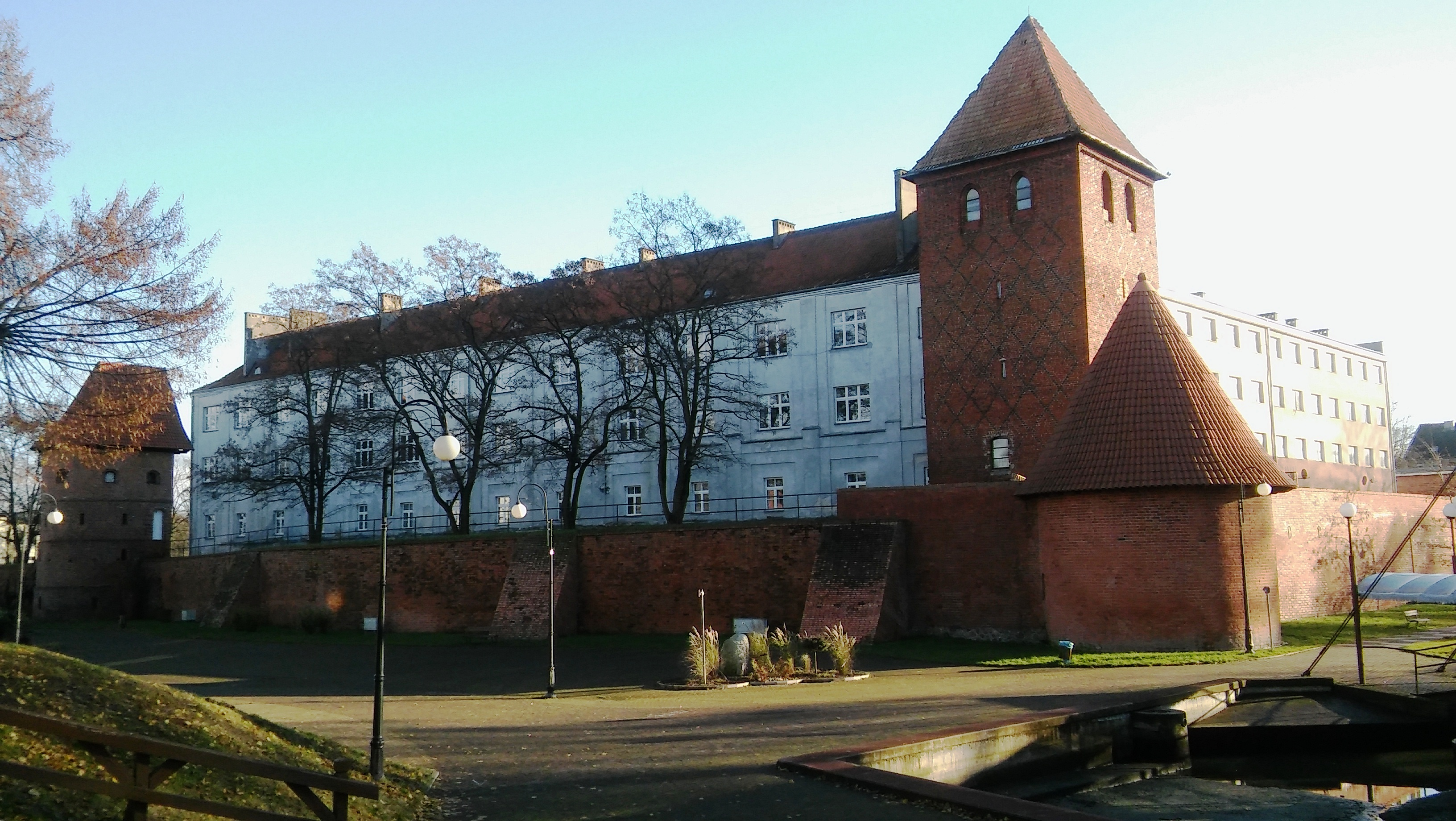
Liceum Hosianum z Wieżą Kleszą, w której prof. Feldt stworzył obserwatorium astronomiczne

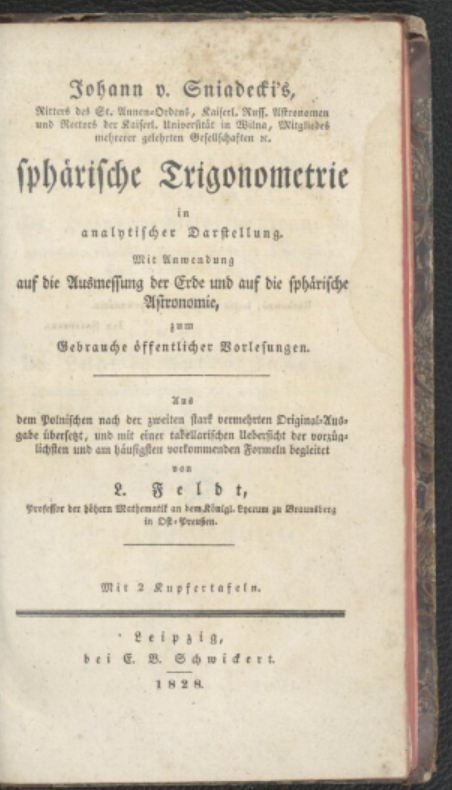
Sphärische Trigonometrie (Trygonometria kulista)

Wawrzyniec (Laurentius) Feldt urodził się w 1796 roku w małej wsi Dąbcze koło Rydzyny. W Rydzynie uczęszczał do postępowego w tamtych czasach gimnazjum (fundacja Sułkowskich) z polskim językiem wykładowym w miejsce łaciny, prowadzonego przez księży pijarów. Naukę zakończył uzyskaniem matury. Następnie przez dwa lata był w Rydzynie prywatnym nauczycielem na dworze u księcia Sułkowskiego. W latach 1819–1824 studiował na Uniwersytecie Wrocławskim, gdzie został również mianowany lektorem języka polskiego. Po zdanym na Uniwersytecie Wrocławskim egzaminie państwowym pro facultate docendi został z dniem 24 stycznia 1824 mianowany profesorem nadzwyczajnym w Liceum Hosianum w Braniewie. W 1828 został mianowany profesorem zwyczajnym na wydziale filozoficznym tamże. W 1831 na Uniwersytecie w Królewcu uzyskał stopień naukowy doktora filozofii. Przez 20 lat sprawował funkcję rektora i prorektora w Liceum Hosianum w Braniewie.
W 1840 został pierwszym nauczycielem języka polskiego w Liceum Hosianum. 18 listopada 1842 wraz z regensem seminarium Karlem Ditters opracował program nauki języka polskiego dla gimnazjum i Liceum Hosianum.
Ponadto wiele uczynił dla uczelni, uporządkował i skatalogował zbiory biblioteki i zarządzał nią nieodpłatnie (społecznie) przez 39 lat. Pozyskał na potrzeby edukacyjne urządzenia z zakresu fizyki i astronomii. W należącej do uczelni Wieży Kleszej w 1834 założył i prowadził obserwatorium astronomiczno-meteorologiczne. Obserwatorium to funkcjonowało zaledwie przez 15 lat, ale zdążyło się trwale zapisać w historii astronomii. 15 maja 1836 roku Feldt zaobserwował w nim i opisał tzw. zaćmienie obrączkowe słońca – było to ostatnie takie zaćmienie na terytorium dzisiejszej Polski (następne takie zaćmienie w Braniewie będzie widoczne dopiero 5 listopada 2431 roku).
W 1828 Feldt przetłumaczył na język niemiecki i wydał w Lipsku książkę polskiego astronoma i swego przyjaciela Jana Śniadeckiego zatytułowaną Trygonometria kulista. Pracował również w Królewcu oraz Gdańsku, gdzie był członkiem Towarzystwa Naukowego.
Na konferencji w 1848 roku, w której uczestniczyli delegaci sześciu uniwersytetów pruskich, akademii w Münster i Liceum Hosianum, w celu omówienia kwestii zreformowania uniwersytetów niemieckich, profesor Feldt przedstawił memoriał z postulatem podniesienia rangi Liceum Hosianum w Braniewie do uniwersytetu, postulat nie doczekał się jednak pełnej realizacji (Liceum Hosianum w 1912 przekwalifikowano w państwową Akademię Królewską, a w 1919 w Państwową Akademię).
Jego syn Leo Feldt był pruskim generałem.